# بيتر مايرز
بيتر مايرز (بالإنجليزية: Peter Myers)‏ مواليد 22 أكتوبر 1958، هو لاعب كرة سلة أسترالي سابق بدأ مسيرته الاحترافية في سنة 1984. اعتزل اللعب في 1987.